# Jacobo Díaz
Pour les articles homonymes, voir Díaz.
Jacobo Díaz Ruiz, né le 11 juillet 1976 à Madrid, est un joueur espagnol de tennis professionnel.

## Carrière
Il a eu une carrière en junior très prometteuse avec notamment une victoire à Roland-Garros en simple garçons lors de la saison 1994.
Spécialiste de la terre battue, il joue très peu en double lors de sa carrière.
En 1999, il remporte le tournoi Challenger de Barletta et atteint la finale de ceux de Nice et Séville.
En 2000, il remporte le tournoi Challenger de Kiev.
En 2001, il atteint les quarts de finale du Masters de Rome en battant au second tour Ievgueni Kafelnikov, 6e joueur mondial. Il remporte ensuite le Challenger de Zagreb. Puis il atteint le 3e tour du tournoi de Roland-Garros, sa meilleure performance en Grand Chelem auquel suivra son meilleur classement n°68.

## Parcours dans les tournois duGrand Chelem

### En simple
| Année | Open d'Australie | Open d'Australie | Internationaux de France | Internationaux de France | Wimbledon       | Wimbledon  | US Open         | US Open    |
| ----- | ---------------- | ---------------- | ------------------------ | ------------------------ | --------------- | ---------- | --------------- | ---------- |
| 1996  | —                | —                | 1er tour (1/64)          | A. Agassi                | —               | —          | —               | —          |
| 1998  | 1er tour (1/64)  | G. Kuerten       | —                        | —                        | —               | —          | —               | —          |
| 1999  | —                | —                | —                        | —                        | —               | —          | 1er tour (1/64) | C. Caratti |
| 2000  | 1er tour (1/64)  | F. Jonsson       | 1er tour (1/64)          | N. Massú                 | —               | —          | —               | —          |
| 2001  | 1er tour (1/64)  | M. Youzhny       | 3e tour (1/16)           | J. C. Ferrero            | 1er tour (1/64) | X. Malisse | 1er tour (1/64) | R. Delgado |
| 2002  | 1er tour (1/64)  | T. Johansson     | —                        | —                        | —               | —          | —               | —          |
| 2003  | 1er tour (1/64)  | A. Dupuis        | —                        | —                        | —               | —          | —               | —          |

N.B. : à droite du résultat se trouve le nom de l'ultime adversaire.